# Дитко Алексов
Димитър (Дитко) Алексов (на сръбски: Димитрије, Дитко Алексић) е сърбомански революционер, деец на сръбската въоръжена пропаганда в Македония от началото на XX век.

## Биография
Дитко Алексов е роден в кумановското село Осиче, тогава в Османската империя. Присъединява се към сръбската пропаганда в Македония през 1905 година като четник в четите на Георги Скопянчето, Спас Павлов и Кръсто Ковачев. След това става войвода, като е активен до 1911 година. Участва в Балканските войни и Първата световна война. Загива на 4 август 1916 година на Солунския фронт.